# 11831 Chaple
11831 Chaple este o planetă minoră (asteroid), cu un diametru de 10,708 km, din centura de asteroizi. A fost descoperită pe 28 septembrie 1984 la Stația Anderson Mesa de Brian A. Skiff⁠(d). 
Obiectul prezintă o orbită caracterizată de o semiaxă mare de 2,6467416 UAi, o excentricitate de 0,16, o înclinație de 3,1919 ° în raport cu ecliptica.